# Північно-Східна протока
54°34′47″ пн. ш. 137°40′03″ сх. д. / 54.579722222222° пн. ш. 137.6675° сх. д.
Північно-Східна протока (рос. Северо-Восточный пролив) — протока на півдні Охотського моря, що відокремлює острів Малий Шантар (мис Успіння 54°33′12.24″ пн. ш. 137°36′54.47″ сх. д. / 54.5534000° пн. ш. 137.6151306° сх. д.) від острова Великого Шантаря (мис Філіпа 54°37′30.83″ пн. ш. 137°42′44.03″ сх. д. / 54.6252306° пн. ш. 137.7122306° сх. д.) Шантарських островів. На лінії, що поєднує ці миси, лежать камені Діоміда, що складаються із двох груп зазубрених скель висотою до 13 м. Камені розділяють протоку на два проходи: північний і південний. Знаходиться в акваторії Тугуро-Чуміканського району Хабаровського краю Російської Федерації.